# Franz Anton von Gerstner
Franz Anton Ritter von Gerstner, född 19 april 1796 i Prag, död 12 april 1840 i Philadelphia, var en böhmisk ingenjör, son till Franz Josef von Gerstner.
Gerstner var 1819–1824 professor i praktisk geometri vid polytekniska institutet i Wien och ägnade sig därefter odelat åt järnvägsbyggande. Hans första verk var hästjärnvägen mellan Budweis och Linz (1825–1828). I Ryssland byggde han 1834–1837 den första järnvägen (mellan Sankt Petersburg och Tsarskoje Selo).

## Utmärkelser
Asteroiden 3887 Gerstner är uppkallad efter honom och hans far.